# Sněžka
Lo Sněžka (in ceco, Śnieżka in polacco, Schneekoppe in tedesco - 1.603 m s.l.m.) è la montagna più alta dei Monti dei Giganti, nel gruppo montuoso dei Sudeti Occidentali che fa parte della catena dei Sudeti.
Si trova al confine tra la Polonia e la Repubblica Ceca. Costituisce il punto più elevato di quest'ultima.

## Clima
| Schneekoppe (1991-2020) Fonte: meteomodel.pl | Mesi         | Mesi         | Mesi         | Mesi         | Mesi         | Mesi        | Mesi        | Mesi        | Mesi        | Mesi         | Mesi         | Mesi         | Stagioni | Stagioni | Stagioni | Stagioni | Anno     |
| Schneekoppe (1991-2020) Fonte: meteomodel.pl | Gen          | Feb          | Mar          | Apr          | Mag          | Giu         | Lug         | Ago         | Set         | Ott          | Nov          | Dic          | Inv      | Pri      | Est      | Aut      | Anno     |
| -------------------------------------------- | ------------ | ------------ | ------------ | ------------ | ------------ | ----------- | ----------- | ----------- | ----------- | ------------ | ------------ | ------------ | -------- | -------- | -------- | -------- | -------- |
| T. max. media (°C)                           | −3,3         | −3,7         | −1,9         | 2,7          | 7,4          | 10,7        | 12,7        | 12,8        | 8,2         | 4,6          | 1,0          | −2,2         | −3,1     | 2,7      | 12,1     | 4,6      | 4,1      |
| T. media (°C)                                | −5,8         | −6,1         | −4,2         | 0,2          | 4,8          | 8,0         | 10,1        | 10,3        | 6,0         | 2,2          | −1,5         | −4,7         | −5,5     | 0,3      | 9,5      | 2,2      | 1,6      |
| T. min. media (°C)                           | −8,3         | −8,5         | −6,5         | −2,2         | 2,1          | 5,4         | 7,5         | 7,7         | 3,8         | −0,1         | −3,9         | −7,1         | −8,0     | −2,2     | 6,9      | −0,1     | −0,8     |
| T. max. assoluta (°C)                        | 10,5 (1998)  | 13,5 (2021)  | 12,1 (1955)  | 18,2 (1968)  | 21,2 (2009)  | 22,6 (2019) | 24,6 (2013) | 24,3 (2015) | 21,3 (2015) | 19,9 (2012)  | 17,1 (2015)  | 12,0 (2003)  | 13,5     | 21,2     | 24,6     | 21,3     | 24,6     |
| T. min. assoluta (°C)                        | −32,1 (1987) | −33,9 (1956) | −25,5 (1971) | −15,5 (1955) | −13,1 (1952) | −7,1 (1962) | −2,2 (1962) | −2,6 (1980) | −5,8 (2002) | −14,7 (1956) | −20,3 (1957) | −24,9 (1961) | −33,9    | −25,5    | −7,1     | −20,3    | −33,9    |
| Giorni di calura (Tmax ≥ 30 °C)              | 0,0          | 0,0          | 0,0          | 0,0          | 0,0          | 0,0         | 0,0         | 0,0         | 0,0         | 0,0          | 0,0          | 0,0          | 0,0      | 0,0      | 0,0      | 0,0      | 0,0      |
| Giorni di gelo (Tmin ≤ 0 °C)                 | 30,2         | 27,2         | 28,4         | 19,9         | 9,8          | 2,4         | 0,3         | 0,2         | 4,5         | 15,3         | 23,7         | 29,1         | 86,5     | 58,1     | 2,9      | 43,5     | 191,0    |
| Giorni di ghiaccio (Tmax ≤ 0 °C)             | 23,2         | 21,7         | 19,7         | 9,4          | 2,1          | 0,0         | 0,0         | 0,0         | 0,5         | 6,6          | 13,3         | 21,3         | 66,2     | 31,2     | 0,0      | 20,4     | 117,8    |
| Nuvolosità (okta al giorno)                  | 6,0          | 6,2          | 6,3          | 5,7          | 5,9          | 6,0         | 5,8         | 5,5         | 5,9         | 6,1          | 6,3          | 6,1          | 6,1      | 6,0      | 5,8      | 6,1      | 6,0      |
| Precipitazioni (mm)                          | 107,3        | 88,5         | 87,7         | 51,1         | 77,5         | 98,1        | 120,6       | 95,4        | 87,3        | 79,9         | 83,4         | 113,8        | 309,6    | 216,3    | 314,1    | 250,6    | 1 090,6  |
| Giorni di pioggia                            | 16,6         | 13,9         | 15,1         | 10,0         | 13,3         | 12,9        | 13,5        | 11,2        | 12,3        | 13,1         | 14,3         | 16,5         | 47,0     | 38,4     | 37,6     | 39,7     | 162,7    |
| Nevicate (cm)                                | 2 441,5      | 2 815,4      | 3 397,0      | 2 215,4      | 326,9        | 1,6         | 0,0         | 0,0         | 4,2         | 86,4         | 389,4        | 1 267,7      | 6 524,6  | 5 939,3  | 1,6      | 480,0    | 12 945,5 |
| Giorni di neve                               | 31,0         | 28,3         | 31,0         | 28,3         | 10,0         | 0,4         | 0,0         | 0,0         | 1,1         | 8,2          | 18,7         | 29,3         | 88,6     | 69,3     | 0,4      | 28,0     | 186,3    |
| Umidità relativa media (%)                   | 84,5         | 86,1         | 86,1         | 85,7         | 86,8         | 87,6        | 86,6        | 85,8        | 89,9        | 87,6         | 86,5         | 84,6         | 85,1     | 86,2     | 86,7     | 88,0     | 86,5     |
| Ore di soleggiamento mensili                 | 72,2         | 80,1         | 106,6        | 157,8        | 177,8        | 172,2       | 187,9       | 190,0       | 122,3       | 99,6         | 67,9         | 63,8         | 216,1    | 442,2    | 550,1    | 289,8    | 1 498,2  |
| Pressione a 0 metri s.l.m. (hPa)             | 830,7        | 830,1        | 831,0        | 832,7        | 836,1        | 838,0       | 838,9       | 839,6       | 837,9       | 835,6        | 832,1        | 831,1        | 830,6    | 833,3    | 838,8    | 835,2    | 834,5    |
| Tensione di vapore (hPa)                     | 3,4          | 3,4          | 4,0          | 5,3          | 7,4          | 9,3         | 10,5        | 10,5        | 8,4         | 6,3          | 4,8          | 3,7          | 3,5      | 5,6      | 10,1     | 6,5      | 6,4      |
| Vento (direzione-m/s)                        | 16,0         | 15,3         | 14,2         | 11,7         | 10,4         | 9,7         | 9,7         | 8,8         | 10,7        | 12,5         | 13,8         | 15,0         | 15,4     | 12,1     | 9,4      | 12,3     | 12,3     |